# 八束村 (岡山県)
八束村（やつかそん）は、かつて岡山県の北部に位置し鳥取県と境を接した村である。真庭郡に属した。現在は合併により真庭市（蒜山地域）となり、村役場は蒜山地域を管轄する真庭市役所蒜山振興局が一時期置かれていた。

## 地理
鳥取県との県境に接しており、蒜山三座（ひるぜんさんざ、上蒜山・中蒜山・下蒜山）の麓に開けた蒜山高原を形成する。村の南端を旭川が東に流れている。
気候は冷涼な高原気候である。夏は涼しく主に関西地方からの避暑地となっており、「西の軽井沢」とも呼ばれている。冬は降雪が多く、スキー場もある。
- 山：上蒜山（1200 m）、中蒜山（1123 m）、下蒜山（1100 m）
- 河川：旭川
- 高原：蒜山高原
- 峠：犬挟峠（いぬばさりとうげ）

## 歴史
- 1812年 - 津山藩の領地となる。
- 1871年 - 廃藩置県によって北条県に属する。
- 1876年 - 岡山県に属する。
- 1889年（明治22年）6月1日 - 町村制の施行により県村が誕生。
- 1902年（明治35年）4月1日 - 県村が茅部村の一部（大字下見）と合併して八束村が発足。
- 2005年（平成17年）3月31日 - 真庭郡勝山町・落合町・湯原町・久世町・美甘村・川上村・中和村、上房郡北房町との対等合併により真庭市となる。同日八束村は廃止。

## 大字
村内には7つの大字があった。真庭市成立時に頭に「蒜山」を付した名称に変更された。
- 中福田（なかふくだ）：現在は真庭市蒜山中福田
- 富掛田（とみかけだ）：現在は真庭市蒜山富掛田
- 富山根（とみやまね）：現在は真庭市蒜山富山根
- 下福田（しもふくだ）：現在は真庭市蒜山下福田
- 上長田（かみながた）：現在は真庭市蒜山上長田
- 下長田（しもながた）：現在は真庭市蒜山下長田
- 下見（しもみ）：現在は真庭市蒜山下見

## 行政
- 八束村役場
  - 建物は1937年に八束村青年学校として建設された旧校舎（1948年に岡山県立勝山第一高等学校蒜山分校、現在の岡山県立蒜山高等学校）を1952年から利用していた[1]。真庭市発足後は真庭市役所蒜山振興局として使用されたが、2007年に蒜山下福田へ新築・移転された。なお、建物は解体撤去され現存しない。

## 経済

### 産業
- 主な産業：酪農を中心とした農業、林業
- 特産品：ジャージー牛（牛乳）、蒜山ダイコン

## 地域

### 教育
- 蒜山教育事務組合立八束小学校
- 蒜山教育事務組合立蒜山中学校
- 岡山県立蒜山高等学校

蒜山教育事務組合は川上村・八束村で構成（現在は真庭市立）。

## 交通

### 鉄道
村内を走る鉄道はない。鉄道を利用する場合の最寄り駅は、JR西日本の伯備線江尾駅あるいは、同姫新線中国勝山駅。

### 道路
- 村内を走る高速道路はないが、隣の川上村の蒜山インターチェンジ（米子自動車道）が近い。
- 村内を走る一般国道
  - 国道313号
  - 国道482号
- 村内を走る県道
  - 岡山県道324号東茅部下福田線
  - 岡山県道325号別所下長田線
  - 岡山県道422号蒜山高原線
  - 岡山県道702号八束川上自転車道線
- 道の駅
  - 蒜山高原

## 名所・旧跡・観光スポット・祭事・催事
- 塩釜の冷泉（名水百選）
- 四ツ塚史跡公園
- 蒜山高原スポーツ公園
- 自然牧場公園
- 蒜山郷土博物館
- ひるぜんジャージーランド
- 上蒜山スキー場
- 蒜山やつか温泉 快湯館